# カカロニ
カカロニは、日本のお笑いコンビ。グレープカンパニー所属。

## メンバー
栗谷（くりたに、1989年9月5日 - ）（35歳）
ボケ担当、立ち位置は向かって左。
- 神奈川県厚木市出身。
- 神奈川県立厚木北高等学校（スポーツ科学コース）卒業。
- 身長175 cm、体重74 kg、足のサイズ27 cm。
- 本名および旧芸名：栗谷 悟史（くりたに さとし）
- 趣味はサッカー、クレーンゲーム、パチンコ、スロット、競輪、競馬、ボクシング観戦、ゲーム、アニメ
- 運動全般が得意であり、高校時代、サッカーの高校選手権大会で神奈川県ベスト4まで進出した（最後の大会は怪我で出場せず）。ポジションはトップ下、50 mを6秒フラットで走った。
- サッカーについては、「地元のスター選手がナショナルトレセンに選ばれ『自分はめちゃくちゃ上手いと思ってたけど間違ってた。柿谷とかいう奴がいて・・あれには勝てない』と凹んで帰ってきては、そいつが守備をするようになる。プレースタイルを変える程の衝撃を受ける」という話が日本中に存在し、同世代の伝説と化してた『大阪の柿谷』の話題で相方と初めて会った日に盛り上がった。当時は映像配信などは無く言い伝えで聞いていた柿谷の実際のプレーを初めて見ることが出来たのがU-17ワールドカップであった。また同大会で柿谷はフランス代表相手にスーパーゴールを決めており同大会で最高の得点と評されている。
- 2009年、NSC東京校（15期）に入学したが、授業を2回受けた後に行かなくなる。
- スクールJCA21期出身。かつてはコンビ「ロメオ」を結成していたが、解散後は「くりたに次第」・「くりくりおめめちゃん」の芸名で活動していた。
- お抹茶（トンツカタン）、近藤雅彦（アンダーパー）、空閑雄太（バイオニ）、たける（東京ホテイソン）、鈴木駿佑（元ポンループ）と仲が良く、メンバーを総称して「栗谷チルドレン」と呼んでいる。同じ事務所の先輩では上田航平（元ゾフィー）と仲が良い。森本晋太郎（トンツカタン）と鳥山生配信とは養成所の同期でもあり、親友でもある。
- 小学生時代はイケメンであったが、小学6年生の頃に鼻の骨が1本足りないことが判明し、手術を受けた。その際、血を飲み込まないようにセメントで顔を固めたため、顔が崩れてしまった。高校2年生の頃に鼻を整える手術が予定されていたが、思春期だったことで顔が変わるのが嫌で手術を受けなかった。手術は成長期に受けなくてはならないため、現在の顔になった。
- 後輩に尊敬されたい兄貴肌の童貞。また、元ヤンキーであると自称している。
- 『マイナビ Laughter Night』（TBSラジオ）の番組MCである伊東楓アナウンサーに3輪のバラ（花言葉は「愛しています」「告白」）を送り、数カ月出禁にされた。
- 2022年4月2日、番組の収録で占い師に仕事運が良くないと言われたことを受けて、本名から「栗谷」に改名したが、その占い師がドッキリの仕掛け人であることが判明した。なお、2024年現在の芸名も「栗谷」である。
- 初めて女性から告白されたのは、『水曜日のダウンタウン』（2021年6月23日放送）の「知り合いの中から好きな人順に告白していけば誰でもさすがに100人以内で恋人できる説」の検証でアミ（元ポンループ）から告白された時だった。アミの気持ちに応えられないことから「本当にゴメン」と泣き出したが、水ダウの企画で39人目の告白だったと分かり苦笑し、Twitterで「39位か。。。涙返してもらえます?」とツイートしている。
- 舞台衣装の白いスーツは事務所の先輩である伊達みきお（サンドウィッチマン）に買ってもらったもの。
- 『ゴッドタン』（テレビ東京）などを手がけるテレビプロデューサー・佐久間宣行と容姿が似ていることでSNS上において話題になった。その縁から佐久間のYouTubeチャンネルにニセ佐久間として出演している。
- すがちゃん最高No.1（ぱーてぃーちゃん）、Den（リンダカラー∞）とのユニット「カリスマスリー」を組んでおり、M-1グランプリ2024では3回戦まで進出。
- 2024年12月30日に彼女が出来たことを事務所のホームページで発表、アクセス集中により、サーバーダウンするほど反響があった

すがや（1991年3月5日 - ）（34歳）
ツッコミ担当、立ち位置は向かって右。
- 東京都豊島区出身。
- 東京都立豊島高等学校、獨協大学経済学部卒業。
- 身長174cm、体重60kg、血液型O型、足のサイズ26cm。
- 本名：菅谷 直弘（すがや なおひろ）
- 旧芸名：すがや なおひろ
- 趣味はサッカー（サッカー歴15年）、深夜ラジオ。
- 特技はサッカー、くりぃむしちゅー上田さんの例えツッコミの暗記。
- ワタナベコメディスクール14期出身。かつては宮本勇気（現モンローズ）とコンビ「ベアードノーズ」を結成していいた。当時はボケ担当でネタも1人で作成しており、芸歴は栗谷より1年長い。
- 元ハガキ職人でラジオネームは「鼻」。2020年9月の『くりぃむしちゅーのオールナイトニッポン』（ニッポン放送）でも投稿を読まれている。高校受験を控えた頃、ラジオ好きだった母親の影響で勉強中に聴くようになった。『くりぃむしちゅーのオールナイトニッポン』、『アルコ&ピースのオールナイトニッポン』（ニッポン放送）。『山里亮太の不毛な議論』（TBSラジオ）、『おぎやはぎのメガネびいき』（TBSラジオ）、『アンタッチャブルのシカゴマンゴ』（TBSラジオ）などにハガキを送っていた。不毛な議論プレゼンツ「他力本願ライブ」でネタを採用されたことがある。
- 仲が良い芸人は同期の大西翔（フレンチぶる）、としぱんち（チュランペット）など。
- 浦和レッドダイヤモンズのファン。サッカーは小学校から大学まで続けていた。ポジションはサイドハーフ。2014年ブラジル大会、2018年ロシア大会、2022年カタール大会を現地で観戦している。ロシアW杯のセネガル戦で客席に飛んできたセネガル代表のシュートを自らヘディングでクリアしたシーンがテレビ中継され、話題となった。当時、日本対コロンビア戦で相手のサポーターとユニホームを交換しており、セネガル戦で着るものがなくなってしまったため、ボディペインティングで「16強」と書いて観戦していたことが話題になり、16強Tシャツが販売された。
- 大学時代は森永卓郎のゼミに所属し、養成所への交通費がなかったため、森永から1万円を借りたことがある。
- 2021年5月23日、2020年に一般女性と入籍していたことを発表し、同日結婚式を挙行した。

## 略歴
ベアードノーズ解散後、ボケがキツくなりツッコミをやりたかったすがやが「ボケがもてないキャラ」のネタが思いつくということで、人力舎のアジラッピィ（現在は解散）黒田に「もてない人と組みたい」と相談したところ栗谷を紹介された。2015年12月から会い始め、2016年4月15日人力舎事務所ライブspark!、事務所内対抗戦でコンビ結成を発表、エキシビションでアジラッピィと対戦して勝利した。2017年6月にグレープカンパニーに所属が決定した。2017年7月16日に所属して初めての事務所ライブに出演した。
2人ともサッカー経験者で、コンビ名は好きな選手であるカカとロナウジーニョ（愛称ロニー）から付けた。

## 芸風
栗谷がナルシスト風に振る舞いながら自虐的な言動をとる「ネガティブナルシストキャラ」を活かした漫才を得意とする。コントも行うこともあり、そちらでは「ネガティブナルシストキャラ」は使わないことが多い。
ネタは意見を持ち寄って2人で考えているが、最終的に栗谷がやりたいかどうかで決めるため、出している量は5分5分でもすがやのネタ採用率は1〜3割。つかみの「溶けたバーバパパ」、「セサミストリートの失敗作」などの例えはすがや作。すがやが栗谷の自虐を考えたときにキレられたことがあるため、暗黙の了解で栗谷が自虐を考える。基本的に栗谷が流れを決め、すがやが書記的ポジションである。
栗谷のピンネタとして、今まで女性に言われた言葉を50音で即興で言う芸がある（例：「か」→帰りついてこないでね、「ぬ」→ぬめぬめした顔してんね、「み」→みんなが嫌いって言ってたよ）。

## 賞レースなどでの戦績

### M-1グランプリ
| 年度   | 結果      | エントリー No. | 会場                   | 日程     |
| ------ | --------- | -------------- | ---------------------- | -------- |
| 2016年 | 2回戦進出 | 2284           | 雷5656会館ときわホール | 10月13日 |
| 2017年 | 3回戦進出 | 770            | ルミネtheよしもと      | 10月21日 |
| 2018年 | 2回戦進出 | 1679           | 雷5656会館ときわホール | 10月4日  |
| 2019年 | 3回戦進出 | 1641           | ルミネtheよしもと      | 11月9日  |
| 2020年 | 2回戦進出 | 199            | よしもと有楽町シアター | 11月5日  |
| 2021年 | 3回戦進出 | 1859           | よしもと有楽町シアター | 11月2日  |
| 2022年 | 3回戦進出 | 1843           | よしもと有楽町シアター | 10月31日 |
| 2023年 | 2回戦進出 | 4300           | 雷5656会館ときわホール | 10月27日 |
| 2024年 | 3回戦進出 | 7872           | KANDA SQUARE HALL      | 11月6日  |

- 2017年 - THE VERY BEST OF FREE〜フリー芸人最強決定戦〜 決勝進出
- 2020年 - キングオブコント 準々決勝進出
- 2021年-キングオブコント準々決勝進出
- 2022年 - キングオブコント 準々決勝進出

## 出演

### テレビ
- アラサーちゃん（2014年8月30日、テレビ東京）栗谷のみ、「ロメオ」時代に出演
- 有田ジェネレーション（2018年8月22日、TBSテレビ）
- 冗談騎士（2018年11月7日・14日・12月19日・26日 BSフジ、FODプレミアムで視聴可）
- 上田ちゃんネル（2019年7月3日、テレ朝チャンネル）
- 村上マヨネーズのツッコませて頂きます! 恋愛ネタ-1GP （2019年7月7日、関西テレビ）優勝
- ぐるぐるナインティナイン ～おもしろ荘 お笑い第七世代ネクストスター発掘SP～ （2019年12月31日、日本テレビ）栗谷のみ
- スポさま（2020年3月22日、BSテレ東）
- ゴッドタン（テレビ東京）
- ネタパレ（フジテレビ）栗谷のみ
- 有田P おもてなす（NHK総合）
- お笑い演芸館＋（テレビ朝日）
- 有田プレビュールーム（TBSテレビ）
- ウチのガヤがすみません!（日本テレビ）
- ビビッと!TV（2022年1月9日 - 6月26日、テレビ埼玉） - サブMC
- ロンドンハーツ（テレビ朝日）
- 開け!キャラクターのとびら きゃらトビ（フジテレビ）
- オールナイトフジコ（フジテレビ）
- 喫茶ソルセオ（2024年2月9日・16日、2025年4月4日・11日、中京テレビ）栗谷のみ
- シネマBAR（2024年2月12日・19日、2025年4月7日・14日、中京テレビ）栗谷のみ
- あちこちオードリー（テレビ東京）栗谷のみ
- ホンマでっか!?TV（フジテレビ）栗谷のみ
- 有吉ゼミ（日本テレビ）
- 全力!脱力タイムズ（フジテレビ）栗谷のみ
- アメトーーク!（テレビ朝日）
- アメトーーク年末SP(テレビ朝日)栗谷のみ
- 大悟の芸人領収書（日本テレビ）栗谷のみ
- オールスター感謝祭(日本テレビ)栗谷のみ
- オールスター後夜祭(日本テレビ)
- くりぃむナンタラ（テレビ朝日）
- 有吉の壁（日本テレビ）
- FNS鬼レンチャン歌謡祭（2024年5月29日、フジテレビ）栗谷のみ
- 千鳥の鬼レンチャン（フジテレビ）栗谷のみ
- 水曜日のダウンタウン（TBSテレビ）栗谷のみ
- さんまのお笑い向上委員会（フジテレビ）栗谷のみ
- 千原ジュニアのヘベレケ（2024年10月24日、東海テレビ）
- あのちゃんねる(テレビ朝日)栗谷のみ
- 森香澄の全部嘘テレビ(テレビ朝日)
- 千原ジュニアの座王(関西テレビ)栗谷のみ
- THE突破ファイル(日本テレビ)

### テレビドラマ
- 降り積もれ孤独な死よ（2024年7月7日 - 9月8日、読売テレビ・日本テレビ） - 東優磨 役（栗谷）[36]
- 最寄りのユートピア（2024年9月25日、フジテレビ）
- 家政夫のミタゾノ 第7シーズン・第6話（2025年2月18日、テレビ朝日）- 変質者 役（栗谷）

### ラジオ
- カミナリのミッドナイトダイバーシティ（2020年1月18日、JFN）
- お笑いラジオアプリGERA 「GERANEXT」[37]
- RADIO UnoZero（2020年9月11日[38]、文化放送）
- ふわっち presents らじおっつ（TBSラジオ）
- 大竹まこと ゴールデンラジオ! 「大竹メインディッシュ」（2020年11月19日[27]、文化放送）
- 冠ラジオへの道[39]（2020年12月1日 - 、stand.fm）
- カカロニのオールナイトニッポンPodcast
- トイズハート放送局（2024年7月27日、ラジオ関西）栗谷のみ
- 藤田ニコルの明日はにちようび（2024年8月24日、TBSラジオ）栗谷のみ
- 平均的恋愛のすすめ（TBSラジオ）栗谷のみ
- 垂流的雑談のススメ（さらば青春の光Official Youtube Channel、2025年1月24日 - ）

### Web
- ぶるぺん（GYAO!）[10]
- ニコJOCKEY on GYAO グレープカンパニーのジョキ部 ＃8（GYAO!）[40]
- グレープカンパニーの前説放送（FRESH LIVEにアーカイブあり）
- サンドウィッチマン永野のNo.1決めてみた #5（FODオリジナル）
- ABEMA Prime（2020年10月9日、ABEMA) - 代打お天気キャスター
- チャンスの時間（ABEMA）
- ゴッドタン セクシー女優愛確かめ選手権（2022年3月12日、Paravi）
- 佐久間宣行のNOBROCK TV（YouTube）栗谷のみ
- 東京スキャンダルクラブ（FANZA TV）栗谷のみ
- カチコチTV（FANZA TV）栗谷のみ
- わらめっこ（JR東日本 TRIN TV）栗谷のみ
- 代官山メロンプラス（ヘブンTV）栗谷のみ
- インシデンツ2（DMM TV、2024年1月19日 - 2024年2月9日）- 若手ディレクター 役 栗谷のみ
- カカロニ栗谷のパチモテ（2025年1月19日 - 3月30日、パチンコ・スロット　ガーデンチャンネル/YouTube) 栗谷のみ
- 絶望的につまらない金持ちイケメン彼氏と結婚できますか？＃絶望プロポーズ（2025年4月26日、タテドラ） - 翼 役 栗谷のみ
- ゼクシィ(YouTube)栗谷のみ

### CM
- SUUMO（2025年、web）栗谷のみ

### 舞台
- 舞台タメ劇 vol.1『タイムカプセル Bye Bye Days』（2025年1月16日・25日、紀伊國屋ホール） - はるちん（春田里志） 役（栗谷）[41][42]